# Max Bally

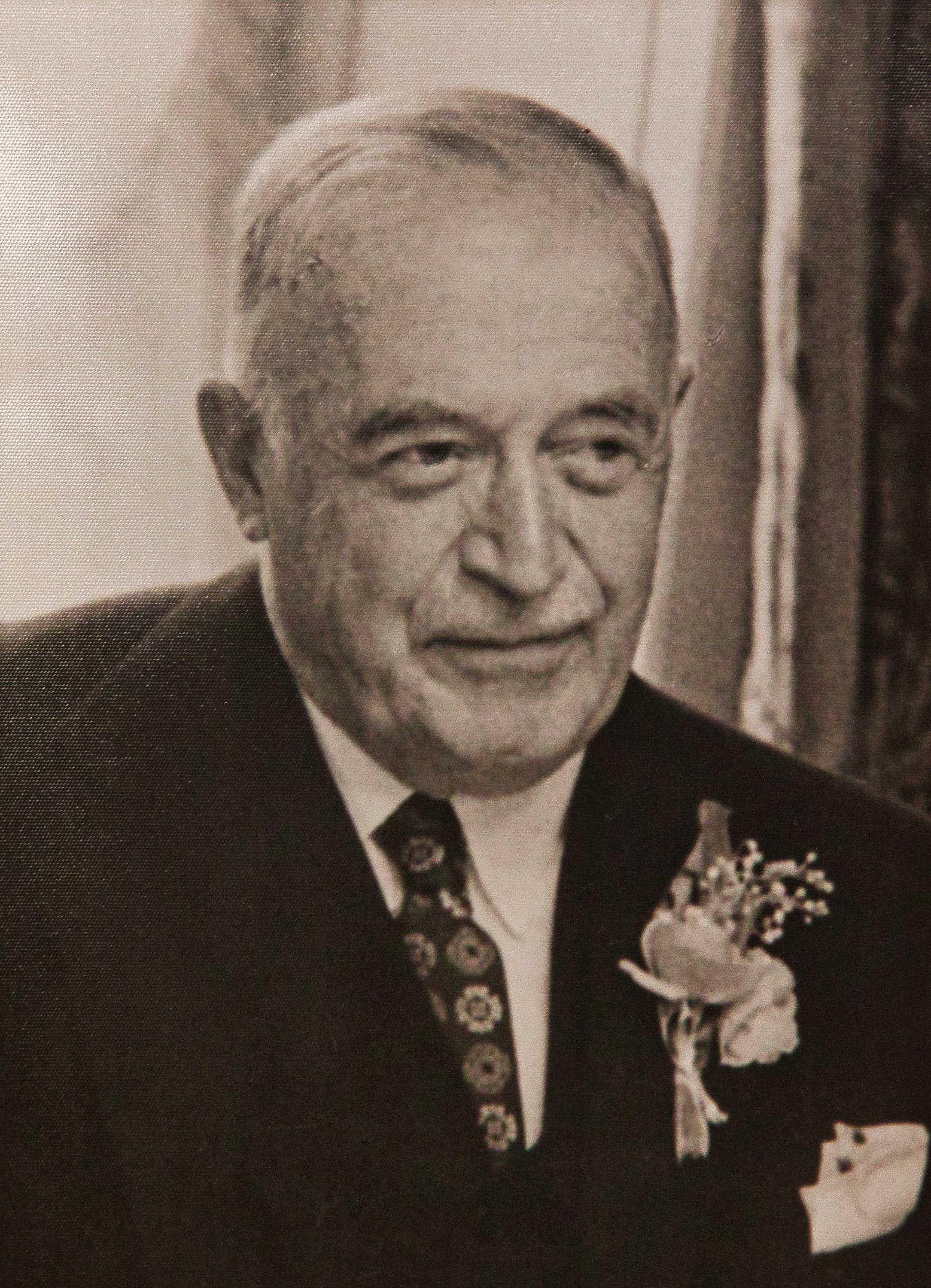
Max Bally, im April 1960

Max Bally (* 17. April 1880 in Schönenwerd; † 6. Juni 1976 ebenda;  auch Max Bally-Hünerwadel) war ein Schweizer Unternehmer.

## Leben
Max Bally wurde am 17. April 1880 im solothurnischen Tannheim in Schönenwerd als Sohn von Arthur Bally (1849–1912) und Julie Bally-Herzog (1852–1934) geboren. Er war der Enkel väterlicherseits von Carl Franz Bally (1821–1899). Sein Grossvater mütterlicherseits war der General Hans Herzog (1819–1894) aus Aarau. Er verlebte eine glückliche Jugend in der Familie und in der Dorfgemeinschaft.
Nach der Kantonsschule Aarau machte er eine zweijährige Ausbildung im Maschinenfach bei den Gebrüdern Sulzer in Winterthur und besuchte weitere zwei Jahre die technische Hochschule in Stuttgart.
1903 trat er in die Firma Bally ein und durchlief eine Ausbildung in der Schuhbranche mit Geschäfts- und Studienreisen nach England, Frankreich, USA, Südamerika und Ägypten. Unter Eduard Bally erhielt er die Leitung der Bally-Verkaufsabteilung.
1907 heiratete er Helene Hünerwadel, Tochter des Ingenieurs Karl Hünerwadel von Lenzburg, die er aus der Kantonsschule Aarau kannte.
1907 erfolgte die Umwandlung des Familienunternehmens in eine Aktiengesellschaft, bei der die Familie Bally die Stimmenmehrheit behielt. Das zusätzliche Kapital erlaubte eine massive Expansion.
Als Verwaltungsratspräsident der Bally-Holding von 1921 bis 1961 prägte Max Bally die Entwicklung des Weltunternehmens nachhaltig.
Ab 1913 war er Direktionsmitglied und Mitglied des Aufsichtsrates des kantonalen Lungensanatoriums Allerheiligenberg.
Von 1908 bis 1963 war er Präsident der Unterrichtskommission für kaufmännisches Fortbildungswesen in Schönenwerd.
In seiner Freizeit liebte er das Golfspiel.
Er starb am 6. Juni 1976 im Alter von 96 Jahren in Schönenwerd.